# Oryzomys
Oryzomys là một chi động vật có vú trong họ Cricetidae, bộ Gặm nhấm. Chi này được Baird miêu tả năm 1857. Loài điển hình của chi này là Mus palustris Harlan, 1837.

## Hình ảnh

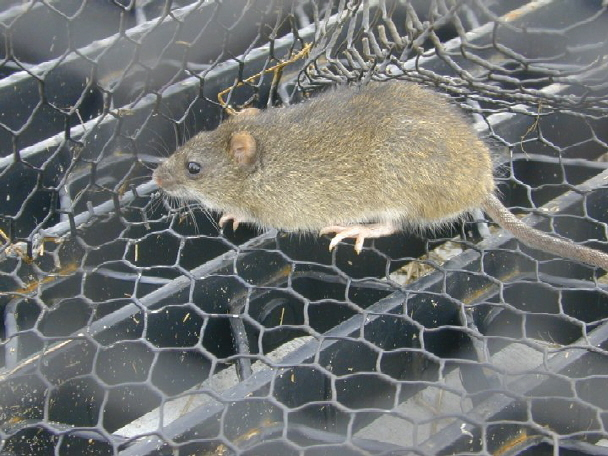
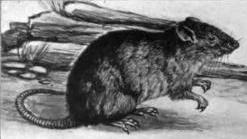
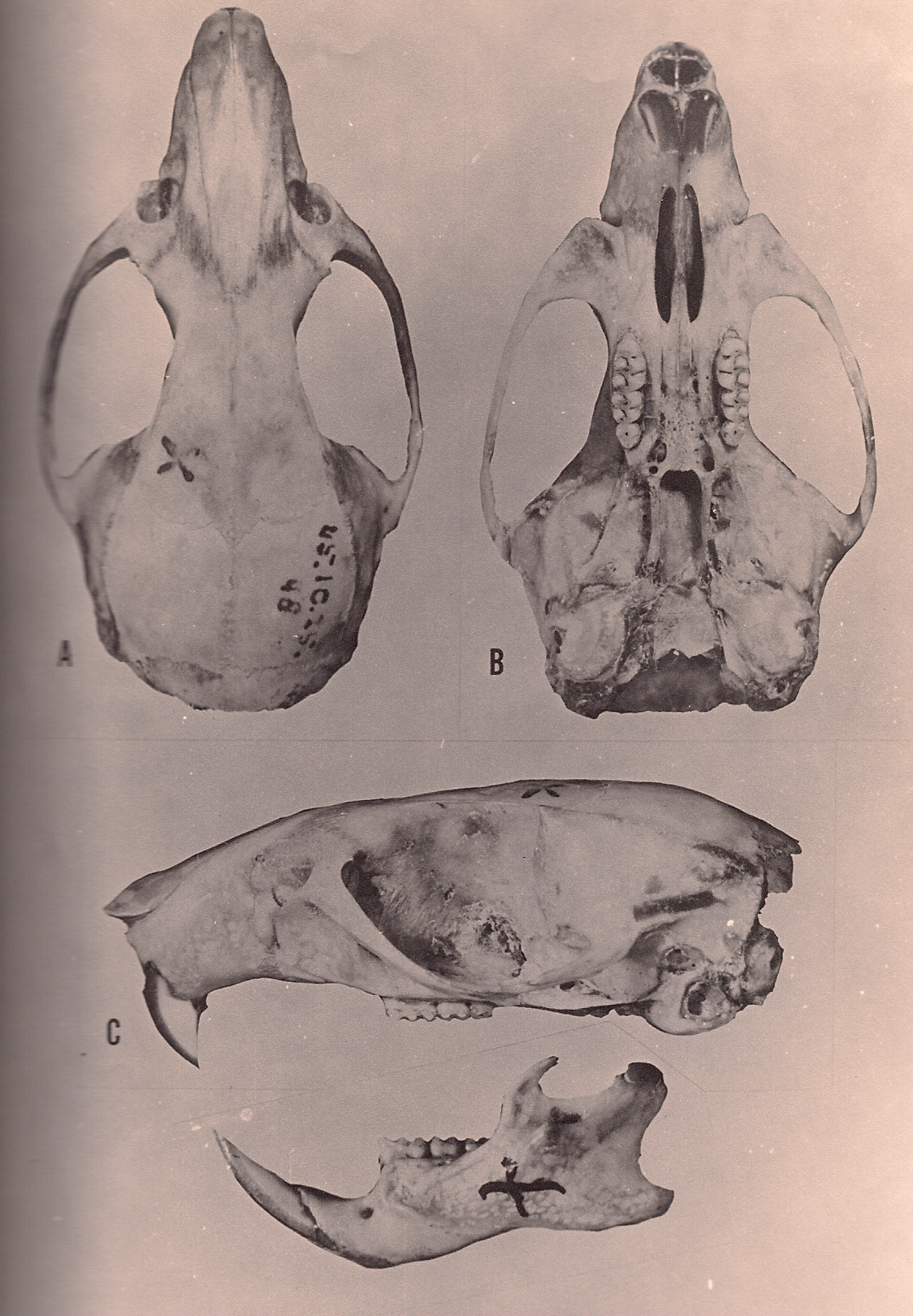
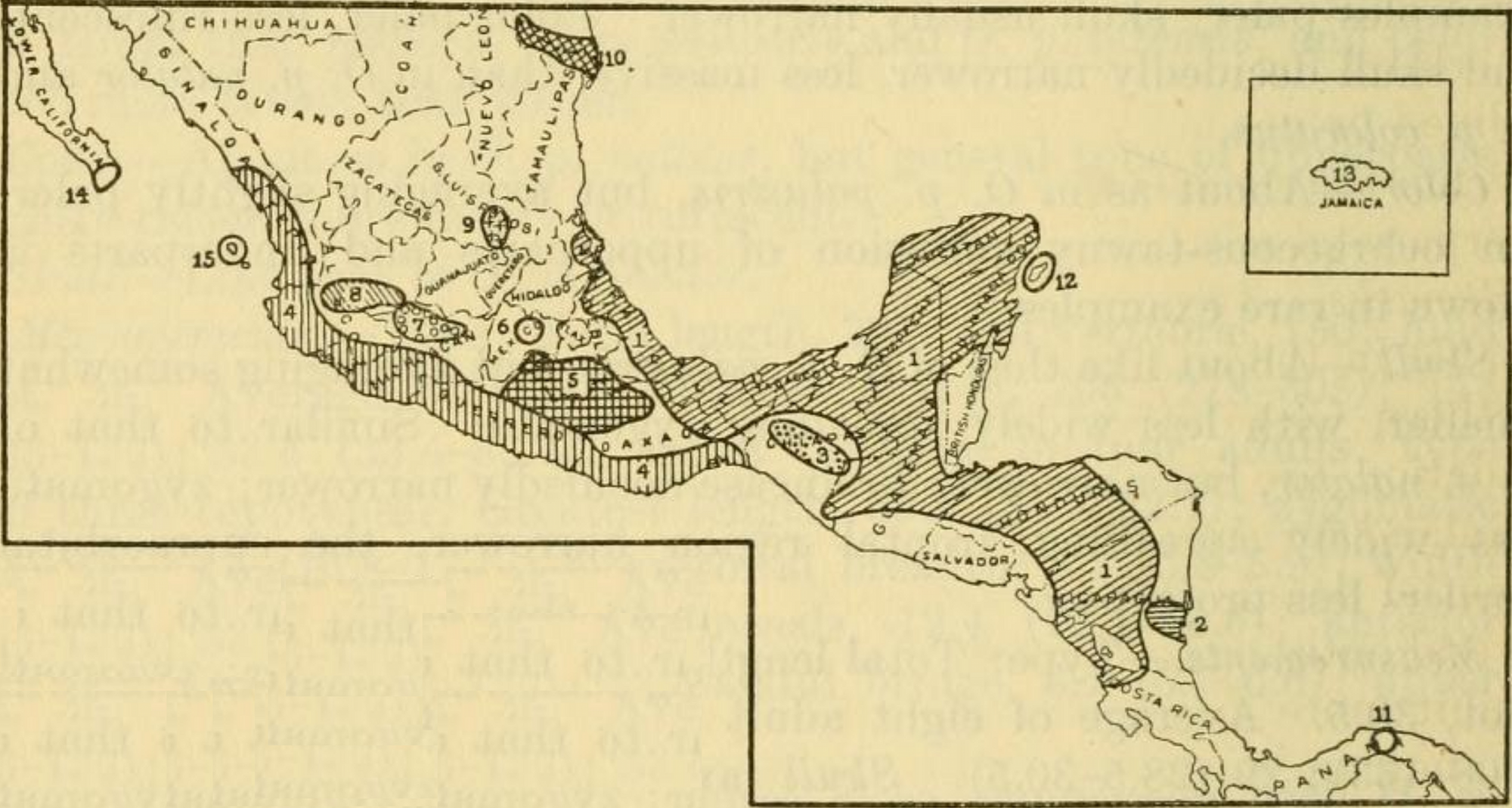

## Các loài
Chi này gồm các loài:
- Oryzomys albigularis
- Oryzomys alfaroi
- Oryzomys angouya
- Oryzomys auriventer
- Oryzomys balneator
- Oryzomys bolivaris
- Oryzomys caracolus
- Oryzomys chapmani
- Oryzomys couesi
- Oryzomys curasoae
- Oryzomys devius
- Oryzomys dimidiatus
- Oryzomys emmonsae
- Oryzomys galapagoensis
- Oryzomys gorgasi
- Oryzomys hammondi
- Oryzomys keaysi
- Oryzomys lamia
- Oryzomys laticeps
- Oryzomys legatus
- Oryzomys levipes
- Oryzomys macconnelli
- Oryzomys maracajuensis
- Oryzomys marinhus
- Oryzomys megacephalus
- Oryzomys melanotis
- Oryzomys meridensis
- Oryzomys nelsoni
- Oryzomys nitidus
- Oryzomys palustris
- Oryzomys perenensis
- Oryzomys polius
- Oryzomys rhabdops
- Oryzomys rostratus
- Oryzomys russatus
- Oryzomys saturatior
- Oryzomys scotti
- Oryzomys seuanezi
- Oryzomys subflavus
- Oryzomys talamancae
- Oryzomys tatei
- Oryzomys xanthaeolus
- Oryzomys yunganus